# Рожище (станція)
Рожище — проміжна залізнична станція Рівненської дирекції Львівської залізниці.
Розташована у місті Рожище Рожищенського району Волинської області на лінії Здолбунів — Ковель між станціями Ківерці (18 км) та Переспа (12 км).
Станцію було відкрито 1873 року під такою ж назвою при будівництві залізниці Здолбунів — Ковель.
Електрифіковано у складі лінії Рівне — Ковель 2001 року. На станції зупиняються приміські потяги та поїзди далекого прямування.
Також з 6 березня 2015 курсує регіональний потяг Ковель — Тернопіль із місцями для сидіння різних категорій. Маршрут вперше за багато років і недорого сполучив станцію із Золочевом, Тернополем, Красним, Бродами, Радивиловом, Дубном.